# مركز القدس للدراسات السياسية
مركز القدس للدراسات السياسية، مؤسسة بحثية مستقلة، تأسست في عمّان مطلع العام 2000م، تهدف إلى توفير فهم أعمق وادق للتطورات والتحديات، التي تجابه الأردن دولة ومجتمع، واستقراء البيئة الإقليمية والدولية التي تحيط بهذه التطورات من مختلف جوانبها، والإسهام في زيادة وعي الرأي العام الأردني والعربي بالتحولات الاستراتيجية التي تشهدها المنطقة.
يولي المركز، اهتماما خاصا بالصراع العربي الإسرائيلي من مختلف جوانبه وخصوصا تلك المتصلة منها بالقضية الفلسطينية، ومفاوضات السلام، وقضايا الحل النهائي لهذا الصراع، ومستقبل المنطقة، وصورتها في العقود القادمة.
وبحكم موقع الأردن بين النفط، وإسرائيل، فان «مركز القدس للدراسات السياسية» يولي اهتماما خاصا بقضايا الخليج العربي، سيما الخليج الأعلى (العراق وإيران)، كما يفرد مساحة واسعة من اهتماماته لتتبع السياسات، والاستراتيجيات، والتحولات التي تشهدها دول الجوار الإقليمي للعالم العربي، وبشكل خاص تركيا، وإسرائيل.
ولان تيار الإسلام السياسي بات لاعبا رئيسا على ساحة الشرق الأوسط، فان المركز قد خصص منذ البدء برنامجا خاصا لدراسات الإسلام السياسي، كما خصص المركز برنامجا لدراسة الإرهاب والحركات العنفية، اخذا بعين الاعتبار الانتشار المقلق لهذه الظاهرة، والاهتمام العالمي المتنامي بمكافحتها، والتعريف بمفهوم الإرهاب والتحديات القائمة لمكافحته ودراسة جذوره واعداد البحوث والدراسات بخصوصه.

## الأهداف
يتوخى مركز القدس للدراسات السياسية ببرامجه المختلفة التي يسعى في ترجمتها إلى تحقيق جملة من الأهداف أهمها:
1. تعميق الوعي الديمقراطي في أوساط الرأي العام الأردني والعربي، والإسهام في نشر ثقافة حقوق الإنسان وتشجيع المشاركة السياسية خصوصا في أوساط المرأة والشباب، والإسهام في تطوير التشريعات الديمقراطية والسياسية وتعزيز دور المجتمع المدني بمؤسساته المختلفة باعتباره الضمانة الرئيسة لتعميق الاختيار الديمقراطي.
2. تعميق مفهوم المواطنة كمصدر للحقوق والواجبات في مواجهة النزعات الإقليمية والجهوية والطائفية من جهة أو محاولات بناء الدولة الثيوقراطية أو الشمولية من جهة ثانية، ومحاربة ظواهر الغلو والتطرف والاستقطاب، بما تشكله من تهديد حاسم للأمن الوطني والقومي والسلم الاجتماعي وإشاعة ثقافة الحوار والتسامح والتعددية بديلا عن لغة الإقصاء والإلغاء والإرهاب الثقافي.
3. الإسهام في معالجة التحديات الاقتصادية الاجتماعية والبيئية الضاغطة على الدولة والمجتمع، وتشجيع التفكير المبدع والإسهام المبادر في اجتراح الحلول ورسم السياسات الكفيلة بمواجهة هذه التحديات.
4. مواكبة التطورات الجارية على ساحات الصراع العربي الإسرائيلي عامة، والصراع الفلسطيني الإسرائيلي على نحو خاص، والإسهام في تقديم قراءة أعمق وأدق لمجريات هذا الصراع والتحولات الجارية داخل أطرافه، وضرورات حله بطرق تفاوضية على قاعدة الشرعية الدولية وقراراتها ذات الصلة، ومبدأ الأرض مقابل السلام وحق الشعب الفلسطيني في تقرير المصير.
5. الإسهام في تقديم قراءة أكثر موضوعية للإسلام السياسي، والتمييز بين حركاته السياسية المشروعة من جهة، والمنظمات الإرهابية التي تتخذ من الدين ستارا وذريعة لتبرير خروجها على الشرائع والقوانين من جهة ثانية، والعمل بكل جهد متاح من أجل تشجيع الأولى ومحاربة الثانية، في إطار من التعددية الديمقراطية والتنافس السلمي، وعلى قاعدة احترام مفاهيم المواطنة والحداثة، ومن منطلق الاستفادة مما توصلت إليه البشرية من صيغ ناظمة للعلاقة بين الدين والدولة والفرد.

## البرامج
- عملية السلام في الشرق الأوسط.
- الإصلاح والديمقراطية وحقوق الإنسان.
- الإسلام السياسي والحركات الدينية.
- الإرهاب والحركات العنفية.
- تمكين المرأة.
- الصحافة والإعلام.
- وحدة الاستطلاعات وقياس الرأي.
- ملتقى الشباب الديمقراطي الأردني.

## وصلات خارجية
الموقع الرسمي للمركز